# Наталі Елін Лінд
Наталі Елін Лінд (англ. Natalie Alyn Lind, нар. 21 червня 1999, Лос Анджелес, Каліфорнія, США) — американська акторка. Вона відома своїми появами в телевізійних серіалах, таких як її повторювані ролі Дани Колдвелл у «Голдбергах» і Сільвер Сент-Клауд у «Ґотемі», а також головними ролями Лорен Стракер у «Обдаровані» і Даніель Салліван у першому сезоні.телесеріалу «Безмежне небо». Вона з’явилася в ролі Норми у фільмі «Кладовище домашніх тварин: Криваві сліди».

## Біографія
Лінд — старша донька продюсера Джона Лінда та акторки Барбари Елін Вудс. У неї є дві молодші сестри, Емілі та Алівія, які також є акторками.

## Кар'єра
Лінд дебютувала на телебаченні у телесеріалі «Школа виживання». Вона з'являється в повторюваній ролі Дани Кадвелл у серіалі ABC «Ґолдберги» і грала гостьові ролі в таких серіалах, як «Криміналісти: мислити як злочинець», «АйКарлі», «Чаклуни з Вейверлі» і «Флешпойнт». Вона була обрана на роль Сільвер Сент-Клауд у другому сезоні серіалу «Ґотем». У березні 2017 року Лінд була обрана на роль Лорен Стракер в серіалі «Обдаровані». У червні 2019 року її взяли на головну роль Ешлі у другому сезоні драматичного серіалу Paramount+ «Розкажи мені казку».
У березні 2020 року Лінд зіграла роль Даніель Салліван, жертви викрадення, у серіалі «Безмежне небо».

## Фільмографія
| Рік       |    | Українська назва                         | Оригінальна назва        | Роль               |
| --------- | -- | ---------------------------------------- | ------------------------ | ------------------ |
| 2006      | с  | Школа виживання                          | One Tree Hill            | Алісія             |
| 2008      | с  | Армійські дружини                        | Army Wives               | Роксі ЛеБланк      |
| 2010      | с  | Флешпойнт                                | Flashpoint               | Алексіс Собол      |
| 2010      | с  | АйКарлі                                  | iCarly                   | Брі                |
| 2010      | с  | Криміналісти: мислити як злочинець       | Criminal Minds           | Кайла Беннет       |
| 2010      | тф | Листопадове різдво                       | November Christmas       | Пірат              |
| 2010      | ф  | Кров пролита, підпиши моє ім'я           | Blood Done Sign My Name  | Бу Тайсон          |
| 2010      | ф  | Ба-бах!                                  | Kaboom                   | Жертва культу      |
| 2011      | с  | Чаклуни з Вейверлі                       | Wizards of Waverly Place | Маріса             |
| 2012      | тф | Час гри                                  | Playdate                 | Олів Валентайн     |
| 2013      | тф |                                          | Dear Dumb Diary          | Клер Вандерхайд    |
| 2013—2023 | с  | Ґолдберги                                | The Goldbergs            | Дана Калдвелл      |
| 2014      | ф  | Пересмішник                              | Mockingbird              | Подруга Джейкоба   |
| 2015      | с  | Вбивство першого ступеня                 | Murder in the First      | Дейзі              |
| 2015      | с  | Ґотем                                    | Gotham                   | Сільвер Сент-Клауд |
| 2016      | с  | Пожежники Чикаго                         | Chicago Fire             | Лорел              |
| 2017      | с  | Я — зомбі                                | iZombie                  | Вінслов Саткліфф   |
| 2017—2019 | с  | Обдаровані                               | The Gifted               | Лорен Струкер      |
| 2019      | с  | Світанок апокаліпсису                    | Daybreak                 | Мавіс              |
| 2019—2020 | с  | Розкажи мені казку                       | Tell Me A Story          | Ешлі Пруїт         |
| 2020—2021 | с  | Безмежне небо                            | Big Sky                  | Даніель Саліван    |
| 2023      | ф  | Кладовище домашніх тварин: Криваві сліди | Pet Sematary: Bloodlines | Норма              |
| 2024      | с  | Шуґар                                    | Sugar                    | Рейчел Кей         |
| 2025      | ф  | Тату на серці                            | Marked Men: Rule + Shaw  | Кора Льюїс         |